# Paul Sandegren
Paul Harald Alwin Sandegren, född 27 augusti 1887 i Madurai, död 30 juli 1972 i Stockholm, var en svensk präst och missionär.
Paul Sandegren var son till Jacob Sandegren. Redan som ung bestämde han sig för att bli missionär som fadern och de äldre bröderna. Han avlade mogenhetsexamen 1906 i Uppsala och blev filosofie kandidat 1910 vid universitetet där. Efter studier i Halle an der Saale 1912 återvände han till Uppsala och blev teologie kandidat 1913. Efter några års prästtjänstgöring i Sverige verkade han 1915–1923 som svenska kyrkans missionär i Indien, i Tranquebar 1915, i Madura 1916–1919 och i Virudupatti 1919–1923. Hemkommen till Sverige utsågs Sandegren på grund av sina språkkunskaper, sina vidsträckta personliga förbindelser inom olika religiösa läger och sin allmänna orientering i kyrkliga frågor till en av Nathan Söderbloms närmaste medhjälpare i förberedelsearbetet för det Stora ekumeniska mötet i Stockholm 1925. Detta mötes förhistoria och förlopp behandlade Sandegren i Ekumeniska mötet i Stockholm (1926), dess sociala och kyrkliga konsekvenser i Från Stockholm till Jerusalem (1929). Efter att ha varit sekreterare i Svenska kyrkans missionsstyrelse i Uppsala 1926–1928 var han vice komminister i Maria Magdalena församling i Stockholm 1928–1931 och var komminister där från 1932 med avbrott för 1947–1949, då han var missionär i Coimbatore i Indien. Sandegren var sekreterare i Svenska ekumeniska nämnden 1929–1932 samt var ledamot av Stockholms församlingsdelegerade från 1943. Han blev ledamot av Vasaorden 1944.